# هولین
هولین یا اِرِگیون در داستان‌های جی. آر. آر. تالکین نام یکی از قلمروهای الف‌های نولدور است که در دورهٔ دوم در شرق اریادور نزدیک دروازهٔ غربی موریا زیر سایهٔ کوه‌های مه‌آلود قرار داشت. پایتخت هولین، اُست-این-اِدیل (به معنی شهر الف‌ها) است. این شهر در سال ۷۵۰ دورهٔ دوم بنا شد. الف‌ها یک بزرگراه ساختند تا اُست-این-اِدیل را به دروازهٔ غربی موریا وصل کنند.

## پیشینه
اِرِگیون در دوره‌ای با الف‌های نولدور پر شد و زیر فرمان گالادریل و کلبورن بود تا اینکه آن‌ها منطقه را به قصد لوتلورین در سوی دیگر کوه‌های مه آلود، ترک کردند. در آن دوران روابط خوبی میان الف‌ها و پادشاهی کوتوله‌ها، خزد-دوم برقرار بود.
پس از گالادریل و کلبورن، ارگیون زیر فرمان کله‌بریمبور، نوهٔ فئانور رفت. در دورهٔ فرمانروایی او، الف‌های ارگیون با آناتار، ارباب فرصت‌ها رابطهٔ خوبی داشتند و در این دوره بود که حلقه‌های قدرت ساخته شد. وقتی آناتار معلوم کرد که ارباب تاریکی سائورون است الف‌های ارگیون تلاش کردند تا حلقه‌ها به دست سائورون نیفتد. سائورون در ۱۶۹۵ دورهٔ دوم با نیرویی بزرگ به ارگیون یورش برد و دو سال بعد شهر به شدت آسیب دیده بود و بسیاری از مردمانش از جمله سلبریمبور کشته شده بودند. سائورون بیشتر حلقه‌ها را بدست آورد به جز سه حلقهٔ الف‌ها، نِنیا، ناریا و ویلیا. پس از نابودی ارگیون بیشتر آن‌هایی که جان سالم به در برده بودند به لیندون، لوتلورین و ریوندل فرار کردند.
ارگیون به خاطر داشتن درخت‌های مقدس مشهور بود نام ارگیون در زبان سینداری به معنی سرزمین مقدس است.